# Национальный день вина

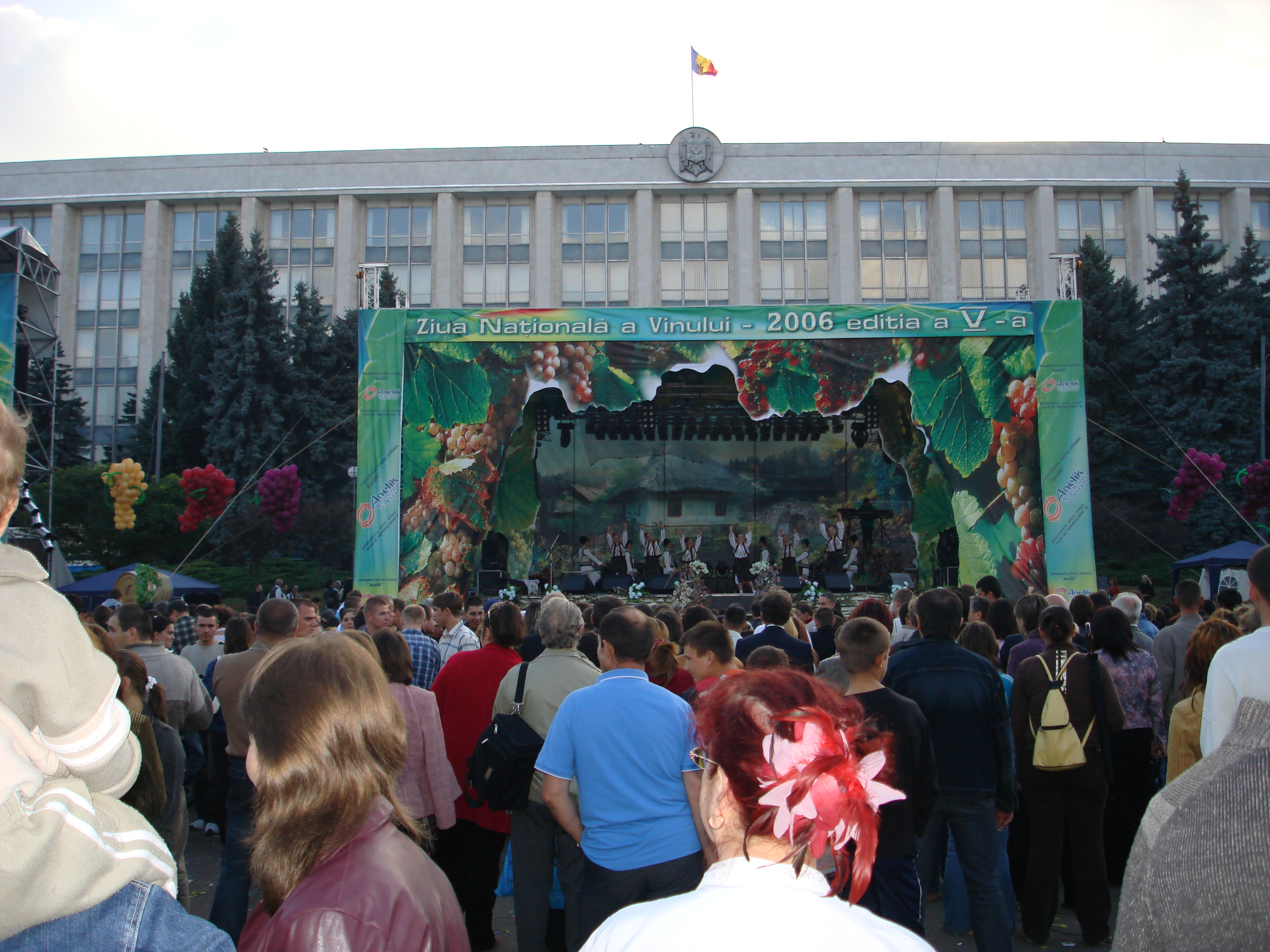
Концерт во время Национального дня вина в 2006 году

Национальный день вина (рум. Ziua Naţională a Vinului) — молдавский праздник, посвящённый вину и виноделию. Традиционно проводится на площади Великого национального собрания в Кишиневе, а также на Республиканских винодельнях в первые выходные октября, после сбора винограда..

## Основные сведения
Национальный день вина в Молдавии был введён в 2002 году постановлением правительства республики № 1005-XV от 19 апреля. Праздник был задуман с целью поддержки на государственном уровне качества винодельческой продукции, укрепления винодельческих традиций и поддержания имиджа страны, воспитания культуры потребления вина и привлечения туристов.
25 сентября 2003 года молдавским парламентом был принят закон, устанавливающий льготный визовый режим для иностранных граждан, с выдачей бесплатных виз на 15-дневный срок (7 дней до и 7 дней после Национального дня вина).
В ходе праздника проводится выставка достижений в области виноделия, на которой представляется продукция различных винодельческих компаний Молдавии. Обычно выставка сопровождается конкурсной программой.
Иностранным гражданам, которые желают посетить страну на период праздника, предоставляется право на бесплатную визу (в случае если она необходима).

## 2005 год
В 2005 году в ходе праздника прошёл театрализованный парад виноделов, в ходе которого по главной улице Кишинёва прошли виноделы и виноградари из многих районов страны. Прошли концерты фольклорных коллективов, ярмарка произведений народного творчества, выступление группы «Zdob şi Zdub».

## 2006 год

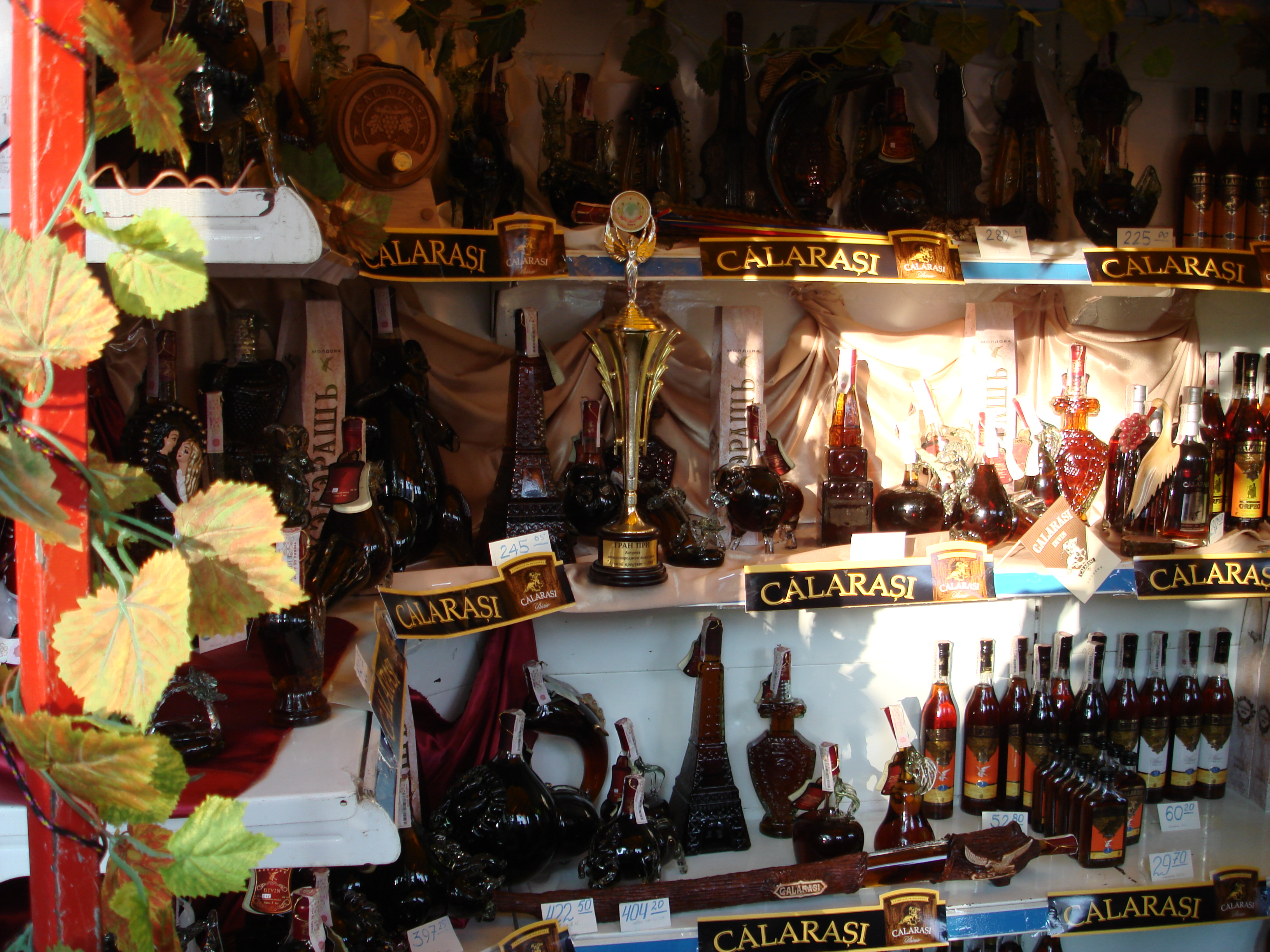
Один из стендов на Национальном дне вина в 2006 году

В 2006 году Национальный день вина отмечался 7—8 октября. 7 октября состоялось открытие, торжественный парад художественные выступления виноделов и концерты. В этот же день проходило вручение премий победителям различных конкурсов, открытая и профессиональная дегустация. Параллельно с этим проходили экскурскии по «Винному пути» с посещением винзаводов и достопримечательностей Молдавии. 8 октября прошло вручение премий победителям ряда конкурсов, связанных с виноделием, торжественное закрытие, заключительный концерт и праздничный фейерверк.
В 2006 году в празднике участвовало 40 организаций, среди которых комбинаты «Крикова», «Малые Милешты», «Золотой аист» и другие.

## 2017 год
Национальный день вина 2017 года отмечался в Молдове в первые выходные октября.
Национальный день вина в этом году  был экологически ответственным.
Поэтому гостей мероприятия призывали быть уважительными к окружающей среде и качественному вину, которое употребляется осознанно и умеренно.